# A Thousand Years
A Thousand Years è il terzo singolo della cantante statunitense Christina Perri, pubblicato il 18 ottobre 2011 dall'etichetta discografica Atlantic Records negli Stati Uniti, in Canada e in Australia. Il singolo è stato scritto dalla stessa Christina Perri e David Hodges. A Thousand Years fa parte della colonna sonora del film The Twilight Saga: Breaking Dawn - Parte 1 Final Song. Il singolo ha venduto circa 14 milioni di copie in tutto il mondo.
(Commento di Christina Perri al video ufficiale di A Thousand Years su YouTube)
Il singolo è entrato alla posizione numero 74 della classifica statunitense e alla numero 70 di quella canadese il 5 novembre 2022; è sceso alla novantacinquesima la settimana successiva negli Stati Uniti, per poi tornare a scalare la classifica, mentre in Canada è scomparso la settimana dopo, per poi rientrare il mese successivo.

## Tracce
Download digitale
1. A Thousand Years - 4:47

## Classifiche
| Classifica (2011-12) | Posizione massima |
| -------------------- | ----------------- |
| Australia            | 13                |
| Austria              | 19                |
| Belgio (Fiandre)     | 94                |
| Canada               | 70                |
| Danimarca            | 27                |
| Finlandia            | 19                |
| Irlanda              | 7                 |
| Italia               | 30                |
| Nuova Zelanda        | 11                |
| Regno Unito          | 11                |
| Repubblica Ceca      | 13                |
| Spagna               | 26                |
| Stati Uniti          | 31                |
| Svizzera             | 21                |
| Ungheria             | 18                |